# Вурман-Пілемчі
Вурма́н-Пілемчі́ (рос. Вурман-Пилемчи, чув. Вăрман Пилемĕч) — присілок у складі Маріїнсько-Посадського району Чувашії, Росія. Входить до складу Карабаського сільського поселення.
Населення — 137 осіб (2010; 146 у 2002).
Національний склад:
- чуваші — 97 %